# Epilobium fragile
Epilobium fragile là một loài thực vật có hoa trong họ Anh thảo chiều. Loài này được Sam. mô tả khoa học đầu tiên năm 1923.